# Mike Fisher (hokeista)
Mike Fisher (ur. 5 czerwca 1980 w Peterborough) – kanadyjski hokeista, reprezentant Kanady.
Brat Buda (ur. 1987), także hokeisty. Został mężem Carrie Underwood – amerykańskiej wokalistki muzyki country.

## Kariera klubowa
- Peterborough Petes (1996–1997)
- Sudbury Wolves (1997–1999)
- Ottawa Senators (1999–2004, 2005–2011)
  -  EV Zug (2004–2005)
- Nashville Predators (2011–2017, 2018-)

Od 1999 roku występuje w lidze NHL. Wieloletni zawodnik Ottawa Senators. Od października 2011 zawodnik Nashville Predators. W sierpniu 2012 przedłużył kontrakt z klubem o dwa lata. W sezonie NHL (2016/2017) był kapitanem zespołu, po czym w sierpniu 2017 ogłosił zakończenie kariery. Pod koniec lutego 2018 podpisał nowy kontrakt z Nashville Predators.
Uczestniczył w turniejach mistrzostw świata w 2005 i 2009.

## Sukcesy
Reprezentacyjne
- Srebrny medal mistrzostw świata: 2005, 2009

Klubowe
- Prince of Wales Trophy: 2007 z Ottawa Senators
- Mistrz Dywizji: 2001, 2003, 2006 z Ottawa Senators
- Mistrz Konferencji: 2006 z Ottawa Senators
- Presidents’ Trophy: 2003 z Ottawa Senators

Indywidualne
- Sezon NHL (2011/2012):
  - NHL Foundation Player Award

## Życie prywatne
Mike Fisher jest mężem amerykańskiej piosenkarki Carrie Underwood. Para poznała się podczas jej koncertu w Ottawie w 2008 roku. W 2009 roku zaręczyli się. 10 lipca 2010 odbył się ich ślub w Greensboro w Georgii. Para ma dwójkę dzieci: Isiah Michael urodzony w 2015 roku i Jacob Bryan urodzony w 2019 roku.
W 2019 roku Fisher uzyskał amerykańskie obywatelstwo.